# Embarcation fluviale de combat
Pour les articles homonymes, voir EFC.
Une embarcation fluviale de combat (EFC) est une embarcation d'intervention militaire en service dans l'Armée de terre et mise en œuvre par les forces spéciales terre. Ce vecteur à grande puissance de feu permet le déploiement de commandos d'élite dans le cadre de combats de forte intensité et de vive action.

## Historique
Sous la conduite de la Section technique de l’Armée de terre (STAT), l'embarcation fluviale de combat a été développée avec la société PIRENN à la suite d'une évaluation tactique (EVTA), afin de doter l'Armée de terre (1er RPIMa) d'une capacité de vive action par voies navigables, un prototype est construit sous le nom d'embarcation fluviale rapide. Communément appelée Styx en référence au nom de baptême de son prototype(embarcation fluviale rapide, EFR), la première unité de l’embarcation fluviale de combat a été présentée au public le 14 juillet 2018 à la suite du défilé militaire, lors d’une démonstration des capacités des forces spéciales terre à Boulogne-Billancourt.
Les droits de propriété intellectuelle et le moule de coque ont été acquis en 2023 par le chantier naval Couach à la suite de la faillite du constructeur Pirenn.

## Projection et normes de déploiement
L’EFC est autorisé d’emploi par le ministère des Armées, afin d'opérer depuis la mer, la terre et l'air. L'EFC est interopérable selon les normes STANAG de l’Organisation du traité de l'Atlantique nord (OTAN) :
- Maritimes via (BPC) de la Marine nationale réalisés comme drome opérationnelle et/ou sur sa remorque EDA-R
- Terrestres sur route et tous chemins tracté par les véhicules (GBC 180, VLRA, PLFS)
- Avions de transport tactique (C160, C130 et A400 M) homologués au STANAG 3548 Edition 3
- Avions logistiques homologués au STANAG 3400 Edition 4
- Aéronefs à voilure tournante sous élingue (Hélicoptères) homologués au STANAG 3542 Edition 6

## Caractéristiques techniques
Nombre en dotation : 3 ensembles EFC + 1 STYX/EFR (prototype).
- Longueur HT : 9,10m avec moteurs 11,2m sur remorque
- Masse à vide avec remorque : 5t
- Propulsion : 2 moteurs hors-bord essence 4 temps 300cv
- Vitesse : > 50 nœuds suivant la c.u.
- Equipage : 10 commandos + 1 pilote + 1 chef de raid
- Puissance de feu : 1 mit. 12,7 ou GMG ou M134 , + 4 MAG jumelées avec protection balistique, +2 MAG simples avec protection balistique